# دیمیتریوس فرفلیس
دیمیتریوس فرفلیس (یونانی: Δημήτριος Φερφελής؛ زادهٔ ۵ آوریل ۱۹۹۳) بازیکن فوتبال اهل آلمان است.
از باشگاه‌هایی که در آن بازی کرده‌است می‌توان به باشگاه فوتبال گیانینا و باشگاه فوتبال پک زووله اشاره کرد.